# Alessandra Celentano
Alessandra Celentano (Milano, 17 novembre 1966) è un'ex ballerina, coreografa, maestra di balletto, répétiteur e personaggio televisivo italiana.
Dopo una carriera con ruoli da prima ballerina nell'Aterballetto in coreografie di Alvin Ailey, William Forsythe, George Balanchine e Glen Tetley, lavora con Elisabetta Terabust e Amedeo Amodio e diventa maestra di balletto e répétiteur al Teatro alla Scala di Milano, al Teatro dell'Opera di Roma, al Teatro San Carlo di Napoli e al Teatro Comunale di Firenze.

## Biografia
È la figlia di Alessandro Celentano (1920-2009), nato a Foggia e fratello del cantante Adriano Celentano nato a Milano da famiglia foggiana. Da bambina inizia a studiare danza con maestri di fama internazionale, fino a perfezionarsi all'Opera di stato di Budapest. Successivamente, grazie a una borsa di studio, frequenta il corso di perfezionamento professionale di danza a Reggio Emilia, che anni dopo la vedrà come docente.
A metà degli anni ottanta entra a far parte dell'Aterballetto diretto da Amedeo Amodio, dove interpreta ruoli da prima ballerina in coreografie di alcuni tra i più grandi coreografi del Novecento (Ailey, Balanchine, Forsythe, Tetley, Childs e altri) e balla accanto a grandi interpreti del mondo della danza (Elisabetta Terabust, Alessandra Ferri, Monique Loudières, Alessandro Molin, Vladimir Derevianko, Julio Bocca). Prende parte a tournée in Europa, Stati Uniti, Canada, Brasile, Algeria, Tunisia e Venezuela. Diretta da Amodio e Gheorghe Iancu, è tra i protagonisti di alcuni tra i più prestigiosi balletti degli anni '80 e '90 come Lo schiaccianoci, Carmen, Riccardo III.
Durante il periodo all'Aterballetto ha occasione di lavorare anche con Gheorghe Iancu, con il quale nasce una collaborazione che la porterà a lavorare con lui come ballerina e assistente alla coreografia.
Negli anni successivi è Maître de ballet nei maggiori teatri d'Italia: nella stagione 1996-1997 al Teatro alla Scala sotto la direzione di Elisabetta Terabust. Dal 1997 al 2000 viene richiamata da Amedeo Amodio – allora direttore del corpo di ballo al Teatro dell'Opera di Roma in qualità di maestra di balletto. Durante questo periodo interpreta anche Invenzioni, coreografia di Amedeo Amodio, insieme ad Alessandro Molin, Cristina Amodio e Patrick King. Dal 2000 al 2002 è Maître de ballet presso il Teatro Comunale di Firenze per MaggioDanza sotto la direzione di Elisabetta Terabust. In questo periodo lavora, tra gli altri, con il coreografo Roland Petit. Dal 2002 al 2003 è Maître de ballet presso il Teatro San Carlo di Napoli sotto la direzione di Elisabetta Terabust. È nel corso di questi anni che lavora a stretto contatto con grandi nomi della danza come Carla Fracci, Roberto Bolle, Massimo Murru, Luciana Savignano, Isabelle Guérin, Oriella Dorella, Lucía Lacarra, Ambra Vallo, Letizia Giuliani, Jose Perez, Manuel Legris, Maximiliano Guerra, Giuseppe Picone e Alessandro Macario.
Dal 2003 partecipa al programma televisivo Amici di Maria De Filippi in qualità di insegnante di danza classica e coreografa. Nel 2009 è direttrice artistica dello spettacolo Anbeta e Josè a cui prendono parte ballerini delle maggiori compagnie a livello mondiale tra cui Lorna Feijoo, Florencia Chinellato, Hikaru Kobayashi, Nelson Madrigal, Hektor Budlla e Amilcar Moret Gonzalez.
Nel 2024 pubblica il suo primo libro dal titolo Chiamatemi maestra edito Mondadori.

## Vita privata
È stata sposata con il commercialista e docente universitario Angelo Trementozzi dal 2007 al 2012.
Soffre della sindrome dell'alluce rigido, comune nei ballerini, a causa della quale si è sottoposta ad alcuni interventi chirurgici, il più recente nel 2017, che non le hanno però più permesso di ballare.

## Teatro

### Ballerina
- Mythical hunters, coreografia di Glen Tetley
- Agon, coreografia di George Balanchine
- Allegro Brillante, coreografia di George Balanchine
- Love songs, coreografia di William Forsythe (1986)
- Romeo e Giulietta, coreografia di Amedeo Amodio (1987,1990)
- A Sud di Mozart, coreografia di Amedeo Amodio (1987)
- Octet, coreografia di Lucinda Childs (1988)
- Ai limiti della notte, coreografia di Amedeo Amodio (1988)
- Night Creature, coreografia di Alvin Ailey (1989,1991)
- Lo schiaccianoci, coreografia di Amedeo Amodio (1989,1993)
- Volo di un uccello predatore, coreografia di Jennifer Muller (1989)
- Le pietre che cantano, coreografia di Amedeo Amodio (1989)
- Il cappello a tre punte, coreografia di Amedeo Amodio (1990)
- Coccodrilli in abito da sera, coreografia di Amedeo Amodio (1991)
- Cartoline per Mozart, coreografia di Amedeo Amodio (1991)
- Di qua di là dal mare, coreografi vari (1992)
- Escapades, coreografia di Alvin Ailey (1992, 1995)
- Coppelia, coreografia di Amedeo Amodio (1992)
- Sogno di una notte di mezza estate, coreografia di Amedeo Amodio (1993)
- Hor che'l'ciel, coreografia di Massimo Moricone (1993)
- Carmen, coreografia di Amedeo Amodio (1995)
- Greening, coreografia di Glen Tetley (1995)
- Aura, coreografia di Gheorghe Iancu (1996)
- Riccardo III, coreografia di Gheorghe Iancu (1996))
- Synthesis, coreografia di Gheorghe Iancu (1996)

### Coreografa
- Escapades 2000 di Max Roach, coreografie di Alessandra Celentano. Compagnia dell'Opera di Roma, Teatro Brancaccio di Roma (2000)
- Un bacio senza tempo, coreografie di Alessandra Celentano. Teatro Ristori di Verona (2025)

### Assistente alla coreografia
- Giselle di Evgenij Poljakov
- Il lago dei cigni di Rudol'f Nureev
- La bella addormentata di Rudol'f Nureev
- Don Chisciotte di Rudol'f Nureev
- Le nozze di Aurora di Rudol'f Nureev
- Spartak di Jurij Grigorovič
- Lo schiaccianoci di Evgenij Poljakov
- Onegin di John Cranko
- La fille mal gardée di Frederick Ashton
- Petruška di Michel Fokine
- Who cares? di George Balanchine
- Apollon musagète di George Balanchine
- Agon di George Balanchine
- Cheri di Roland Petit
- Tout Satie di Roland Petit
- There is a Time di José Limón
- Nozze di Sangue di Antonio Gades
- La Montagna Incantata di Massimo Moricone
- La Vedova Allegra di R. Hind
- Verdiana di P. Bart
- Aida di R. Nunez
- La Gioconda di D. Deane
- Il Carnevale degli Animali di Oscar Araiz
- Troiani di R. Howel

### Maestra di balletto
- Teatro alla Scala (1996-1997)
- Teatro dell'Opera di Roma (1997-2000)
- Teatro Comunale di Firenze (2000-2002)
- Teatro di San Carlo (2002-2003)

### Direttrice artistica
- Anbeta e Josè (2009)

## Programmi televisivi
- Pavarotti International (1988) - Ballerina[11]
- Gli specchi di Trieste (1991) - Ballerina[11]
- Omaggio a Rossini: Un petit train de plaisir (1992) - Ballerina[11]
- Sport in danza (1994) - Ballerina[11]
- Aura (1995) - Ballerina
- Riccardo III (1996) - Ballerina
- Synthesis (1996) - Ballerina
- Amici di Maria De Filippi (Canale 5, dal 2003) - Insegnante di danza e coreografa
- Let's Dance (Canale 5, 2010) - Concorrente
- Pechino Express 3 (Rai 2, 2014) - Concorrente
- Selfie - Le cose cambiano (Canale 5, 2016-2017) - Mentore
- Amici Speciali (Canale 5, 2020) - Giudice
- Amici Specials (Prime Video, 2021)
- Drag Race Italia (Discovery+, 2022) - Giudice speciale
- Amici Full Out Live (Italia 1, 2023) - Insegnante di danza, ospite
- Celebrity Chef (TV8, 2024) - Concorrente
- This Is Me (Canale 5, 2024) - Ospite fisso
- DopoFestival (Rai 1, 2025) - Ospite speciale

## Riconoscimenti
- 2023 
  - Premio Arte in Danza[12]
- 2024
  - Premio Poeta del Calcio
  - Premio Carla Fracci Mon Amour
- 2025
  - Premio Arte Musica e Spettacolo

## Opere
- Chiamatemi Maestra, Mondadori, 2024, ISBN 8835733871.